# Lars Christensentoppen
Lars Christensentoppen (též Lars Christensen Peak, 1640 m n. m.) je štítová sopka na ostrově Petra I. při pobřeží Antarktidy. Jedná se o nejvyšší bod ostrova i celé stejnojmenné norské dependence. Není zřejmé, zda je vulkán aktivní nebo ne, ale vrcholové partie patrně nejsou poznamenány ledovcovou činností. Hora za svůj název vděčí velrybáři Larsi Christensenovi, který se svou lodí SS Odd I obeplul ostrov v lednu 1927.